# توپیزا
توپیزا (به اسپانیایی: Tupiza) یک شهر در بولیوی است که در Sud Chichas Province واقع شده‌است. توپیزا ۴۳٬۱۰۰ نفر جمعیت دارد و ۲٬۸۵۰ متر بالاتر از سطح دریا واقع شده‌است.